# Rezolucija Vijeća sigurnosti UN-a 754
Rezolucijom Vijeća sigurnosti UN-a 754, usvojenom bez glasovanja 18. svibnja 1992., nakon razmatranja zahtjeva Republike Slovenije za članstvo u Ujedinjenim narodima, Vijeće je preporučilo Općoj skupštini da Slovenija bude primljena. Preporuka je stigla usred raspada Jugoslavije.

## Vanjske poveznice
| Wikizvor | Engleski Wikizvor ima izvorni tekst na temu: United Nations Security Council Resolution 754 |

- Tekst Rezolucije na undocs.org